# Courmayeur
Courmayeur – miejscowość i gmina we Włoszech, w regionie Dolina Aosty. Jest położona u stóp Masywu Mont Blanc (wł. Monte Bianco). W pobliżu znajduje się Tunel du Mont Blanc łączący Włochy i Francję oraz kolej linowa La Palud – Punta Helbronner, której górna stacja jest połączona kolejką panoramiczną z Aiguille du Midi.
Według danych na styczeń 2022 gminę zamieszkiwały 2734 osoby przy gęstości zaludnienia 13,03 os./km².

## Linki zewnętrzne

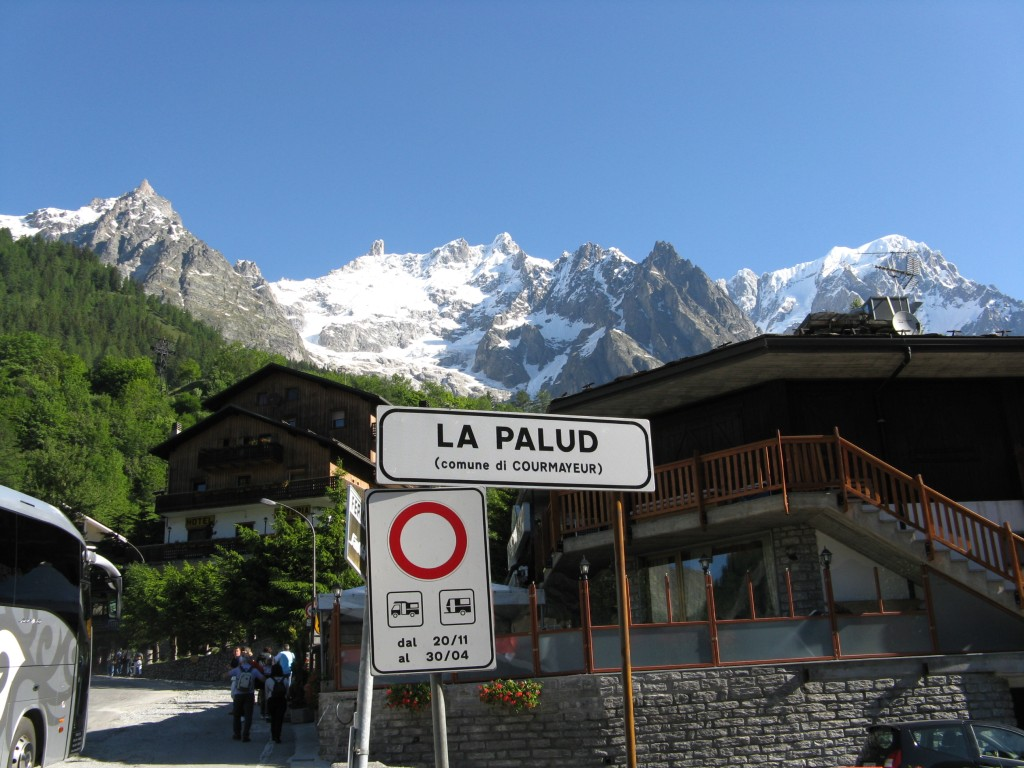
Courmayeur (La Palud) – widok na „Ząb Olbrzyma” (Dent du géant) w Masywie Mont Blanc